# Mas Pla (Palafrugell)
El Mas Pla és una masia de Llofriu, al municipi de Palafrugell (Baix Empordà), inclosa en l'Inventari del Patrimoni Arquitectònic de Catalunya. Era la casa pairal de Josep Pla.

## Descripció
És un gran casal aïllat, situat al terme de Llofriu, prop de la carretera de Palamós a la Bisbal. És un edifici d'estructura simple, de planta rectangular, amb dos cossos que presenten cobertes de teula a dues vessants, amb el carener perpendicular a la línia de façana. La façana principal, orientada a migdia, és d'estructura simètrica; té, centrada a la planta baixa, la porta d'accés d'arc escarser, i dues obertures rectangulars a banda i banda. Al primer pis hi ha tres finestres d'arc de mig punt centrades i obertures rectangulars als costats, i al segon pis hi ha un balcó amb ampit i llindes i galeries a banda i banda que presenten arcs de mig punt. A les façanes laterals hi ha finestres amb llindes de distribució irregular; en una d'aquestes obertures figura la data del 1855. A la banda dreta de l'edifici hi ha un cos annex.

## Història
El mas Pla va ser la casa pairal de l'escriptor Josep Pla, on va residir i on va rebre figures de l'àmbit polític i intel·lectual. L'escriptor esmenta la seva casa pairal en diverses obres: els volums 1, 2, 12, 31, 38, 44 de l'Obra Completa.